# Oppervlakteafvoer
De oppervlakteafvoer, oppervlakteafvloeiing, oppervlakteafstroming of maaiveldafvoer (Engels: surface runoff) is in de waterkringloop het water dat over het aardoppervlak richting een waterloop, meer of zee stroomt en niet in de bodem infiltreert. Oppervlakteafvloeiing is geen onderdeel van het oppervlaktewater, aangezien het zich niet in een waterloop bevindt. Oppervlakteafvloeiing is normaal gesproken van tijdelijke aard, bijvoorbeeld tijdens en na een regenbui.
De oppervlakteafvloeiing bestaat uit de som van water dat in een continue laag over het oppervlak stroomt (overland flow) en water dat door een geul stroomt (channel flow). Afvloeiing in een continue laag komt vooral voor als het oppervlak relatief slecht doorlaatbaar is, zoals compact gesteente of asfalt. Oppervlaktewater dat door geulen stroomt is ook van tijdelijke aard: er kan geen sprake zijn van een permanente waterloop.
De oppervlakteafvloeiing is een belangrijke flux die bijdraagt aan het debiet van een rivier. De grootte van deze flux hangt af van het oppervlak van het stroomgebied, de neerslag, de infiltratie van water in de bodem, de evaporatie, en de interceptie door vegetatie. Veel van deze factoren zijn afhankelijk van het klimaat.